# First Love (EP)
First Love es el EP debut del grupo femenino surcoreano CLC bajo Cube Entertainment. El álbum fue lanzado el 19 de marzo de 2015 con el sencillo «Pepe».

## Antecedentes
En marzo de 2015, Cube Entertainment lanzó el grupo multinacional de chicas CLC, incluyendo a las miembros originales Seunghee, Yujin, Seungyeon, Sorn y Yeeun. El grupo celebró su escaparate debut el 18 de marzo en el AX Hall en Gwangjang-dong, Seúl, la actuación de las canciones de su álbum de debut. El grupo hizo su debut oficial el 19 de marzo en M! Countdown de Mnet actuando las canciones «First Love» y su promocional, «Pepe». También lanzaron el miniálbum y el vídeo musical de «Pepe» el mismo día.
El álbum First Love tiene un total de cinco temas. Duble Sidekick, Seo Jaewoo, Playing Kid, Yanggang y Jung Il Hoon de BtoB participan en la creación del álbum como productores y letristas. El álbum pretende representar los innegables encantos de CLC.

## Lista de canciones
| First Love |                                       |                                       |                          |                         |          |  |
| N.º        | Título                                | Letras                                | Música                   | Arreglo                 | Duración |  |
| 1.         | «Cafe Mocha Please» (카페모카 주세요) | Jung Ilhoon                           | Seo Jaewoo, FERDY        | Seo Jaewoo, FERDY       | 3:25     |  |
| 2.         | «Pepe»                                | LONG CANDY                            | Duble Sidekick, Yanggang | Yanggang                | 3:17     |  |
| 3.         | «Sharala» (샤랄라)                    | ZIGZAGNOTE, MAFLY, 노는어린니         | ZIGZAGNOTE, 노는어린니   | ZIGZAGNOTE, 노는어린니  | 3:21     |  |
| 4.         | «First Love» (첫사랑)                 | Jo Seong-ho, FERDY                    | Jo Seong-ho, FERDY       | Jo Seong-ho, FERDY      | 3:41     |  |
| 5.         | «Open The Window» (창문을 열고)       | Seo Jaewoo, Seo Yongbae, Jung Il-hoon | Seo Jaewoo, Seo Yongbae  | Seo Jaewoo, Seo Yongbae | 3:34     |  |
| 17:03      |                                       |                                       |                          |                         |          |  |